# Agatharchides (kráter)

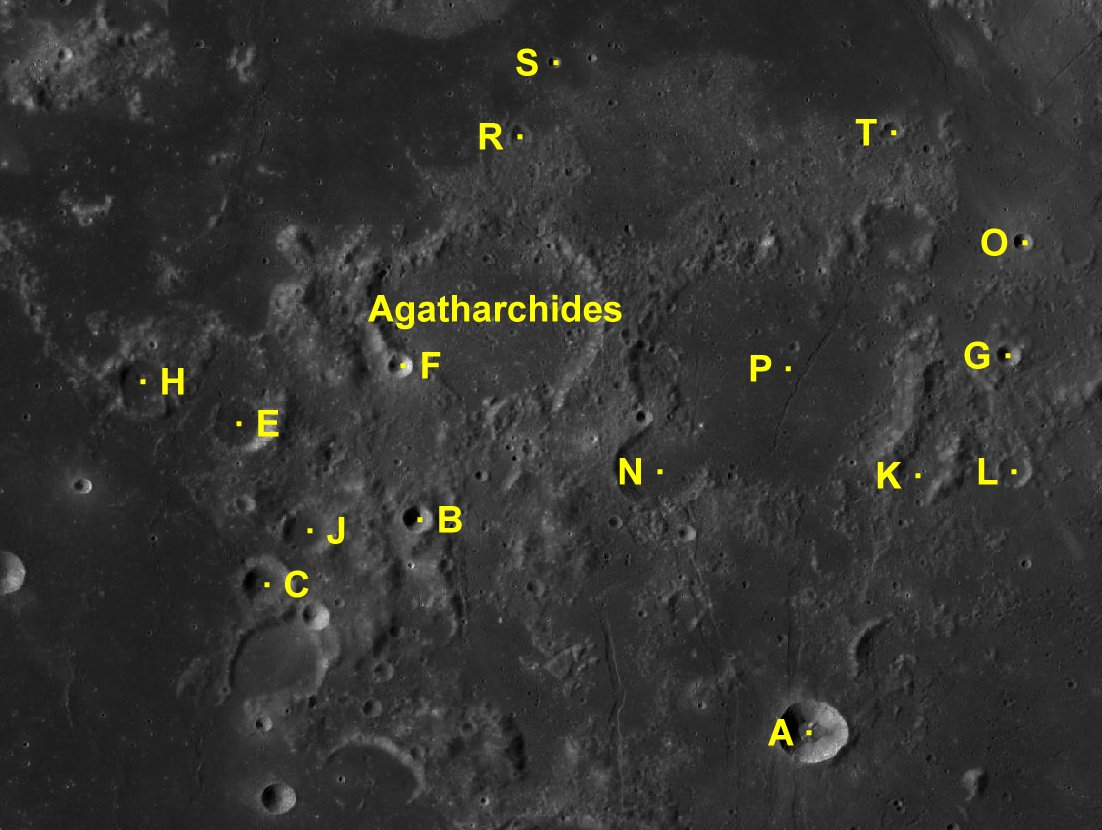

Agatharchides je měsíční impaktní kráter nacházející se na jižním okraji Oceanus Procellarum, v oblasti mezi Mare Humorum a Mare Nubium. Na jihovýchodě je kráter Bullialdus a jihozápadně leží kráter Loewy. Je pojmenovaný po řeckém geografovi Agatharchovi .
Vnitřek kráteru byl v minulosti zaplaven lávou. Poškozená vnější stěna se značně liší ve výšce, ode dna až po stoupání k 1,5 km. Nejméně porušené části valu jsou podél východu a jihozápadu, zatímco okraj je téměř neexistující na severu a hodně poškozený na jihu. Pod západním okrajem leží malý kráter. Dno je narušeno pouze několika drobnými krátery.